# منتزعة الكبريت الحزامية
منتزعة الكبريت الحزامية (الاسم العلمي: Desulfovibrio zosterae) هي نوع من البكتيريا، سلبية الغرام، تتبع جنس منتزعة الكبريت.